# (285263) 1998 QE2
(285263) 1998 QE2  é um asteroide próximo da Terra de 2,7 km de diâmetro descoberto em 19 de agosto de 1998 pelo programa LINEAR (Lincoln Near-Earth Asteroid Research) sediado na região de Socorro, Novo México. A órbita de 1998 QE2 é bem conhecida, pois dados a seu respeito vêm sendo coletados há 14,7 anos, o que permite determinar a posição do asteroide com grande precisão.
1998 QE2 e sua lua fizeram sua aproximação máxima da Terra em 31 de maio de 2013 às 20:59 UTC, passando a aproximadamente 6 milhões de quilômetros de distância.  Esta foi a maior aproximação que o asteroide fará da Terra nos próximos dois séculos.

## Características
A substância que reveste a superfície de 1998 QE2 parece-se com fuligem, o que sugere a possibilidade de o asteroide ser o resto de um cometa que passou muito perto do Sol. Contudo, a invariante de Tisserand em relação a Júpiter (TJ) de 3,2 levanta suspeitas quanto a esta hipótese. O asteroide, com um albedo de 0,06, é quase tão escuro quanto asfalto fresco. 1998 QE2 é um asteroide do tipo Amor, o que significa que a sua órbita está completamente além do afélio da Terra. A distância mínima de interseção orbital (DMIO) entre a Terra e 1998 QE2 é de 0,035 UA. O asteroide tem um período orbital de 3,77 anos.

### Satélite S/2013 (285263) 1
O radar astronômico do observatório Goldstone revelou em 29 de maio de 2013 que uma lua de aproximadamente 600 m de diâmetro orbita 1998 QE2. O objeto foi batizado provisoriamente de S/2013 (285263) 1 .[carece de fontes?] Nas imagens de radar o pequeno satélite tem um brilho mais intenso e um tamanho bastante reduzido, quando comparado a 1998 QE2. Este fenômeno pode estar sendo causado pelo fato de o satélite ter uma rotação menor do que o asteroide que orbita, o que levaria à sua aparente compressão através do eixo de Doppler. Assim que a órbita de seu satélite estiver melhor determinada, astrônomos serão capazes de calcular a massa e a densidade de 1998 QE2.

## Passagem pela Terra

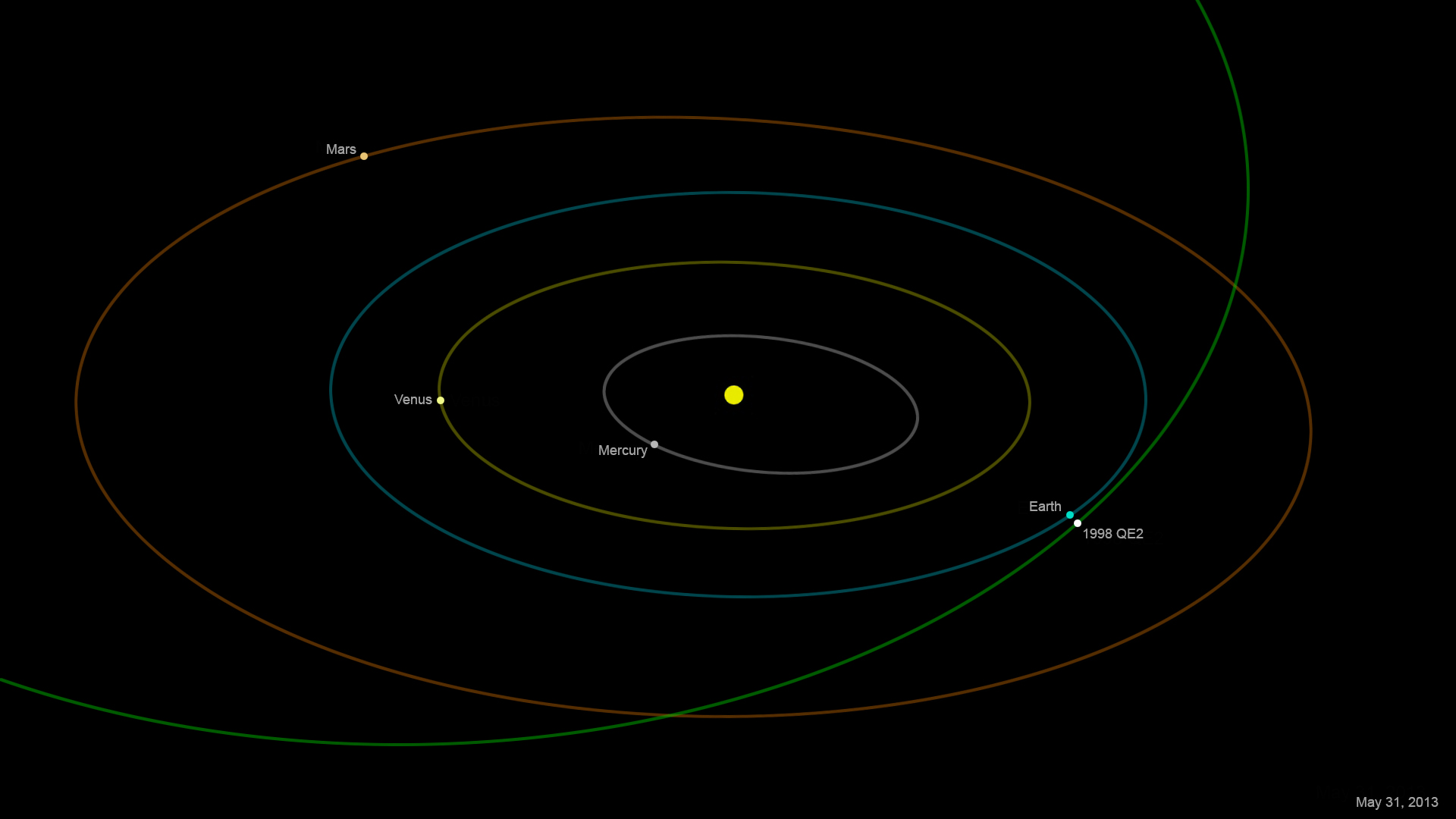
Posição de em relação aos planetas interiores em.

O asteroide é conhecido desde 1998 e vem sendo acompanhado pelo programa NEO, que rastreia objetos orbitando próximo da Terra. Como previsto, 1998 QE2 e sua lua passaram pela Terra em 31 de maio de 2013 às 20:59 UTC a 0,039 UA (aproximadamente 6 milhões de quilômetros ou o equivalente a 15,6 vezes a distância da Terra à Lua). O asteroide voltará a passar tão próximo da Terra somente em 27 de maio de 2221, quando sua aproximação máxima estimada será de 0,038 UA (o equivalente a 5 700 000 km). Os parâmetros de sua órbita indicam que 1998 QE2 passou a 0,08 UA da Terra em 8 de junho de 1975, exibindo uma magnitude aparente de 13,9 unidades. Em sua próxima visita, em 12 de julho de 2028, ele deverá passar a 73 milhões de quilômetros da Terra.
1998 QE2, apesar de sua proximidade à Terra, somente pôde ser observado através de telescópios, pois atingiu uma magnitude aparente de apenas 11 unidades. Por outro lado, o asteroide foi um alvo muito bom para astronomia de radar a partir do observatório Goldstone, entre 30 de maio e 09 de junho, e do radiotelescópio de Arecibo, entre 06 e 12 de junho.
1998 QE2 tem dimensões semelhantes àquelas do asteroide que teria causado a extinção dos dinossauros, mas é certo que, nesta e nas próximas passagens, não há risco de este vir a impactar-se com a Terra.